# Ásgeir Örn Hallgrímsson
Pour les articles homonymes, voir Hallgrímsson.
Ásgeir Örn Hallgrímsson, né le 17 février 1984 à Reykjavik, est un joueur puis entraîneur islandais de handball. Il mesure 1,94 m, pèse environ 93 kg et joue au poste d'arrière ou ailier droit. Avec la sélection islandaise, il a notamment remporté la médaille d'argent aux Jeux olympiques de 2008 à Pékin et le bronze au Championnat d'Europe 2010 en Autriche.
En janvier 2014, manquant de temps de jeu au Paris Saint-Germain Handball et en fin de contrat à l'issue de la saison, il annonce son départ pour le club de l'USAM Nîmes Gard pour une durée de 3 ans. En 2018, après quatre saisons dans le Gard et treize années hors d’Islande, il rentre au pays et retrouve son club formateur, l'Haukar Hafnarfjörður.
En 2018, il rentre en Islande pour terminer sa carrière dans le club de ses débuts, le Haukar Hafnarfjörður. En novembre 2022, il devient entraîneur de ce même club.

## Palmarès

### Club
Compétitions internationales
- Vainqueur de la Coupe de l'EHF (C3) (1) : 2006 (avec le TBV Lemgo)

Compétitions nationales
- Vainqueur du Championnat d'Islande (3) : 2000, 2003, 2004
- Vainqueur de la Coupe d'Islande (2) : 2001, 2002
- Championnat de France
  - Vainqueur (1) : 2013 (avec le Paris Saint-Germain)
  - Deuxième en 2014
- Coupe de France
  - Vainqueur (1) : 2014 (avec le Paris Saint-Germain)
  - Finaliste en 2013 (avec le Paris Saint-Germain), 2018 (avec le USAM Nîmes Gard)

### Équipe nationale
Jeux olympiques
- 9e place aux Jeux olympiques de 2004, Athènes,  Grèce
- Médaille d'argent aux Jeux olympiques de 2008, Pékin,  Chine
- 5e place aux Jeux olympiques de 2012, Londres,  Grande-Bretagne

Championnats d'Europe
- Médaille de bronze au Championnat d'Europe 2010,  Autriche
- 10e place au Championnat d'Europe 2012,  Serbie
- 5e place au Championnat d'Europe 2014,  Danemark
- 13e place au Championnat d'Europe 2016,  Pologne
- 13e place au Championnat d'Europe 2018,  Croatie

Championnats du monde
- 12e place au Championnat du monde 2013,  Espagne
- 11e place au Championnat du monde 2015,  Qatar
- 14e place au Championnat du monde 2017,  France